# Thüringer Ministerpräsident
Der Ministerpräsident des Freistaates Thüringen ist der Vorsitzende der Thüringer Landesregierung. Der gegenwärtige Amtsinhaber ist Mario Voigt (CDU). Er wurde am 12. Dezember 2024 zum ersten Mal in das Amt gewählt.

## Rechtliche Grundlagen

### Wahl
Gemäß Art. 70 Abs. 3 der Verfassung des Freistaats Thüringen wird der Ministerpräsident vom Thüringer Landtag in geheimer Wahl und ohne Aussprache gewählt; erreicht nach zwei Wahlgängen kein Kandidat die absolute Mehrheit, gilt derjenige als gewählt, der in einem weiteren Wahlgang die meisten Stimmen erhält. Zu jedem Wahlgang können neue Kandidaten hinzukommen.
Nach Amtsantritt leisten der Ministerpräsident und die Minister vor dem Landtag einen Amtseid. Die Eidesformel ist in Art. 71 Abs. 1 der Landesverfassung festgeschrieben:

„Ich schwöre, dass ich meine Kraft dem Wohle des Volkes widmen, Verfassung und Gesetze wahren, meine Pflichten gewissenhaft erfüllen und Gerechtigkeit gegen jedermann üben werde.“

Der Amtseid kann gemäß Art. 71 Abs. 2 der Verfassung mit einer religiösen Beteuerung geleistet werden.

### Aufgaben und Pflichten
Der Ministerpräsident ernennt und entlässt die Minister und bestimmt einen Minister zu seinem Stellvertreter (Art. 70 Abs. 4). Er bestimmt die Richtlinien der Regierungspolitik und ist für diese gegenüber dem Landtag verantwortlich (Art. 76 Abs. 1). Er sitzt der Landesregierung vor und leitet deren Geschäfte (Art. 76 Abs. 3), vertritt das Land nach außen (Art. 77 Abs. 1), ernennt und entlässt die Beamten und Richter des Landes (Art. 78 Abs. 1) und übt das Begnadigungsrecht aus (Art. 78 Abs. 3).

### Rücktritt, Abwahl, Erledigung des Amtes
Der Ministerpräsident und die Minister können jederzeit zurücktreten (Art. 75 Abs. 1); jedoch sind der Ministerpräsident und auf sein Ersuchen die Minister verpflichtet, die Amtsgeschäfte bis zum Amtsantritt eines Nachfolgers auszuführen (Art. 75 Abs. 3).
Die Amtszeit aller Mitglieder der Landesregierung endet mit dem Zusammentritt eines neuen Landtags, einem gescheiterten Vertrauensantrag des Ministerpräsidenten im Landtag oder „mit dem Rücktritt oder jeder anderen Erledigung des Amtes des Ministerpräsidenten“ (Art. 75 Abs. 2). Auf Antrag einer Fraktion oder eines Fünftels der Abgeordneten kann der Landtag dem Ministerpräsidenten gemäß Artikel 76 der Verfassung das Misstrauen aussprechen, jedoch nur dadurch, dass er mit der Mehrheit seiner Mitglieder einen Nachfolger wählt (konstruktives Misstrauensvotum).

## Historische Vorläufer

### Weimarer Republik
In der Weimarer Republik wurde 1920 das Land Thüringen gegründet. Die 1921 verabschiedete Verfassung des Landes Thüringen kannte keinen Ministerpräsidenten; stattdessen eine Landesregierung, die als Kollektivorgan vom Landtag gewählt wurde und aus ihrer Mitte einen Vorsitzenden wählte. Dieser wurde in der Regel als Leitender Staatsminister bezeichnet, diese Amtsbezeichnung kommt jedoch im Verfassungstext nicht vor.

### Sowjetische Besatzungszone und DDR
Das Land Thüringen wurde 1945 durch die amerikanische Besatzungsmacht wiederhergestellt. Als Regierungspräsidenten setzen die Amerikaner den Sozialdemokraten Hermann Brill ein. Gemäß den interalliierten Vereinbarungen räumten die Amerikaner Thüringen und das Land wurde zum 1. Juli 1945 Teil der Sowjetischen Besatzungszone. Die Sowjets ersetzten Brill (der nach zweifacher Verhaftung in den Westen flüchtete und später Staatskanzleichef in Hessen wurde) durch Rudolf Paul (SED). Bei den halbfreien Landtagswahlen in der SBZ 1946 wurde die aus der Zwangsvereinigung von SPD und KPD hervorgegangene SED stärkste Partei und Paul wurde zum Regierungspräsidenten (Ministerpräsidenten) gewählt. Am 1. September 1947 flüchtete aber auch er nach der fortschreitenden Stalinisierung in der sowjetischen Besatzungszone über Berlin-West in die amerikanische Besatzungszone, seines Amtes wurde er offiziell am 9. Oktober 1947 enthoben und durch Werner Eggerath ersetzt. Da die Landtagswahlen in der DDR 1950 als Scheinwahlen durchgeführt wurden, amtierte dieser bis zur Abschaffung der DDR-Länder durch die Verwaltungsreform von 1952.

## Amtsinhaber seit 1990
| Nr. | Bild | Name (Lebensdaten)              | Partei | Partei    | Beginn der Amtszeit | Ende der Amtszeit                                          | Dauer der Amtszeit                     | Kabinette  | Thüringer Landtage |
| --- | ---- | ------------------------------- | ------ | --------- | ------------------- | ---------------------------------------------------------- | -------------------------------------- | ---------- | ------------------ |
| 1   |      | Josef Duchač (* 1938)           |        | CDU       | 8. November 1990    | 5. Februar 1992 (ab 23. Januar 1992 geschäftsführend)      | 1 Jahr, 2 Monate, 28 Tage (454 Tage)   | I          | 1.                 |
| 2   |      | Bernhard Vogel (1932–2025)      |        | CDU       | 5. Februar 1992     | 5. Juni 2003                                               | 11 Jahre, 4 Monate (4138 Tage)         | I, II, III | 1., 2., 3.         |
| 3   |      | Dieter Althaus (* 1958)         |        | CDU       | 5. Juni 2003        | 30. Oktober 2009 (ab 3. September 2009 geschäftsführend)   | 6 Jahre, 4 Monate, 25 Tage (2339 Tage) | I, II      | 3., 4.             |
| 4   |      | Christine Lieberknecht (* 1958) |        | CDU       | 30. Oktober 2009    | 5. Dezember 2014 (ab 14. Oktober 2014 geschäftsführend)    | 5 Jahre, 1 Monat, 5 Tage (1862 Tage)   | I          | 5.                 |
| 5   |      | Bodo Ramelow (* 1956)           |        | Die Linke | 5. Dezember 2014    | 5. Februar 2020 (ab 26. November 2019 geschäftsführend)    | 5 Jahre, 2 Monate (1888 Tage)          | I          | 6.                 |
| 6   |      | Thomas Kemmerich (* 1965)       |        | FDP       | 5. Februar 2020     | 4. März 2020 (ab 8. Februar 2020 geschäftsführend)         | 28 Tage                                | keines     | 7.                 |
| (5) |      | Bodo Ramelow (* 1956)           |        | Die Linke | 4. März 2020        | 12. Dezember 2024 (ab 26. September 2024 geschäftsführend) | 4 Jahre und 283 Tage (1744 Tage)       | II         | 7.                 |
| 7   |      | Mario Voigt (* 1977)            |        | CDU       | 12. Dezember 2024   | amtierend                                                  | 216 Tage (216 Tage)                    | I          | 8.                 |

Zur Amtszeit werden hier auch die Zeiträume gezählt, in denen die Ministerpräsidenten zwischen Zusammentritt der neuen Regierung oder ihrem Rücktritt und der Wahl eines neuen Ministerpräsidenten die Geschäfte nur formal weiterführten.